# Радиоприемник
Радиоприемникът  е електронно устройство, елемент от техническите средства за осъществяване на радиовръзка, което преобразува енергията на радиовълните в електрическо напрежение и след усилване и детектиране преобразува електрическата енергия в достъпна за ползване звукова енергия.

## Предназначение
Предназначението на радиоприемника е да „улавя“ енергията на електромагнитните вълни посредством приемна антена, да отделя сигналите на различните предавателни станции и да ги преобразува и усилва до ниво, необходимо за работа на възпроизвеждащото устройство. В съвременните радиоприемници тази структура антена-радиоприемник-възпроизвеждащо устройство, изпълнена от съответните технически елементи, са поставени в един електронен уред. Това е възможно благодарение на постиженията в електрониката, на нови схемни решения и радиотехнически елементи, и на наличието на магнитни материали с качества, обезпечаващи значително намаляване на обема и подобряващи качеството на възпроизвеждания звук.

## Историческо развитие
В зората на безжичното предаване на информация за приемането на телеграфни сигнали е използван метода на „биенето“. В приемника на детектора се подават едновременно две напрежения – от приемания сигнал и от спомагателен генератор, който работи на различна честота от 500 Hz до 1000 Hz. От биенето на двете напрежения в детектора се получават серия от импулси, изобразяващи комбинация от кода на Морз, с честота от 500 Hz до 1000 Hz. На подобен принцип са основани и най-ранните детекторни радиоприемници.
С конструирането на електронните лампи – диод през 1904 и триод през 1906 година – чувствителността на приемниците се увеличава значително.
През 1906 година Реджиналд Фесенден и Ли де Форест откриват амплитудната модулация, с което става възможно предаването на човешки говор.
През 1913 година немският учен Майснер създава лампов осцилатор, наречен хетеродин, чрез който се получава спомагателно напрежение за радиоприемниците, работещи по метода на биенето.
През 1913 година американецът Едуин Армстронг предлага регенеративен метод за приемане с използване на триодна лампа. В схемата триодът изпълнява функциите на детектор и усилвател на детектирания нискочестотен сигнал, а посредством обратна връзка усилва и постъпващото високочестотно напрежение. Създаденият от Армстронг свърхрегенеративен радиоприемник (суперрегенеративен), позволява увеличаването на чувствителността до 60 dB (1 000 000 пъти), но работи с големи нелинейни изкривявания.
Широко приложение в началния период на радиокомуникацията намира схемата на линейния радиоприемник. При този приемник сигналът директно се усилва от резонансни усилватели до детектирането. По тази схема са създавани радиоприемници до края на Втората световна война. Характерното за тях е, че имат малка чувствителност и ниска избирателност.
Схемата на суперхетеродинния радиоприемник е предложена и създадена през 1917 – 1918 година от няколко специалисти в областта на радиотехниката – французина Леви, американеца Армстронг и англичанина Шотки. Това е най-съвършената схема, при която се извършва преобразуване на честотата, като резултат от смесване на предавателните сигнали с тези от вътрешен вграден генератор-хетеродин. Полученото от смесването напрежение е с честота, наричана междинна честота, и тя е постоянна за целия приеман обхват. Постига се добра филтрация и усилване до стойност по-голямо от 100 dB. От 1929 – 1930 година след конструирането на пентода и електронните лампи с екранни решетки, това е основния произвеждан тип радиоприемник.
През 1935 година Едуин Армстронг открива честотната модулация.
През 60-те години на ХХ век започна масово влагане на полупроводникови елементи в радиоприемната апаратура.
След 1980 година в радиоприемниците се влагат интегрални схеми, а понастоящем при производството им се влагат интегрални схеми с висока степен на интеграция на възлите в структурната схема и широко се използва цифровата обработка на сигналите.
През 1993 година Карл Маламуд създава първата радиостанция в Интернет, наречена от него Internet Talk Radio.

## Технологично развитие
В развитието си радиоприемната техника (и електрониката като цяло) преминава през следните три етапа:

#### Лампови радиоприемници
Започнатите експерименти и създаването на радиолампите – високочестотният триод (1906 г.), високочестотните усилвателни тетроди (1926 г.) и високочестотният усилвателен пентод с нисък проходен капацитет (1930 г.) са технологичната база за развитието на модерната суперхетеродинна схема, изпълнена в ламповите приемници. Тази конструкция с навесния обемен монтаж на пасивните елементи, като монтажна технология, се използва до началото на 50-те години на 20 век.

#### Транзисторни радиоприемници
През 1948 г. са открити полупроводниковите транзистори. Разработването на теорията за P-n прехода и създаването на транзистори с различна полярност на прехода, развитието на планарните технологии за производство на транзистори с високо входно съпротивление и високи работни честоти, разширява неимоверно прилагането им в масовата радиоелектронна апаратура. От 1952 г. започва масовото промишлено производство на транзисторни радиоприемници. Това е технологична революция, защото:
- създават се предпоставки за миниатюризиране на градивните елементи, което води до малки размери на конструкцията като цяло;
- с използването на транзистори с високо входно съпротивление (полеви транзистори) се постига устойчива работа при високи честоти (UHF), ниско ниво на шум и високи коефициенти на усилване;
- преминава се от обемен монтаж към значително по-компактния и много надежден при експлоатация печатен монтаж. Това позволява висока производителност, икономия на материали и почти пълна автоматизация на монтажния процес. Новата производствена технология рязко снижава производствените разходи и цената на готовия продукт;
- създават се радиоприемници с много ниска консумация на енергия;
- създава се възможност при приемлива ниска цена да се изградят радиоприемници за масово радиоразпръскване, с високи качествени показатели на възпроизвеждането. Такива са създадените след 1960 г. стереофонични радиоприемници, с които се възпроизвежда не само богата звукова картина, но и пространствената представа за нея.[1]

#### Радиоприемници с интегрални схеми
Микроелектрониката е най-новият етап от развитието на технологиите по производството на полупроводникови прибори. Разработките, започнали в 1960 г. първоначално като проекти за създаване на надеждна елементна база за космическата техника, автоматични системи за управление, ЕИМ и др., навлизат и в създаването на компоненти за радиокомуникационни средства, използвани от масовия потребител. Съществената особеност при създаването на интегралните схеми с различа степен на интеграция е обединяването (интеграцията) на схемните компоненти, т.е. технологичният процес включва едновременното изработване както на активните електронни компоненти – транзистори и диоди, така и на пасивните – резистори, кондензатори, индуктивности, свързващи проводници. Постиженията на микроелектрониката позволяват в един технологичен цикъл да се изградят цели функционални възли, проектирани специално за изпълнение на определени функции с предварително зададено качество и с определени параметри.
Новите активни електронни елементи – транзистори и интегрални схеми, новите схемни решения, свързани с използването на микроелектрониката, създадените нови магнитни материали, както и използването на печатния монтаж, позволяват значителна миниатюризация на радиоприемните устройства и значително поевтиняване на радиоприемната апаратура от масовото производство.

#### Софтуерно базирани радиоприемници
(SDR) Позволяват визуално анализирането на голям брой обхвати едновременно и прилагане на различни филтри за прием и обработка на сигнала чрез компютърна програма.

## Класификация на радиоприемниците по различни признаци

### По предназначение
- Професионални – комуникационни, радионавигационни, радиолокационни, за телеметрия и телеуправление.
- Битови – за приемане на програми на радиоразпръскването и телевизионни програми.

### По вида на работа на крайното възпроизвеждащо устройство
- Радиотелеграфни за предаване на символи, буквопечатане и др.
- Фототелеграфни и др.
- Радиотелефонни за прием от радиоразпръсквателните станции.

### По начина на монтиране и използване
- Преносими;
- Стационарни;
- Корабни;
- Самолетни;
- Автомобилни

### Според размерите
- с нормални размери;
- малогабаритни;
- миниатюрни.

### Според приетото конструктивно решение
- Детекторен радиоприемник;
- Регенеративен радиоприемник;
- Свърхрегенеративен радиоприемник;
- Рефлексен радиоприемник;
- Линеен радиоприемник;
- Суперхетеродинен радиоприемник.

### Според вида на приеманите сигнали
- Приемници за аналогови (непрекъснати) сигнали;
- Приемници на дискретни сигнали.

### Според вида на модулираните сигнали
- Радиоприемници за амплитудно модулирани сигнали;
- Радиоприемници за честотно модулирани сигнали;
- Радиоприемници за импулсно модулирани сигнали;
- Радиоприемници за амплитудно и фазово модулирани сигнали.

## Качествени показатели
- Работен обхват (диапазон) на радиоприемника. Представлява обхватът от честоти на които радиоприемника може да се настройва. Когато диапазонът е много широк и чрез използваните градивни компоненти не може да се покрият качествените показатели, тогава се прилагат приемането на конкретни фиксирани честоти или т. нар. полуразлети или разлети обхвати (скали) за един диапазон.
- Изходна мощност – представлява в действителност изходната мощност на крайното стъпало на нискочестотния усилвател.[3]
- Чувствителност – това е способността на електронния уред да реагира на слаби сигнали от отдалечени станции, приети от антената. За оценка на този критерии се приема онова минимално ниво на входния сигнал на радиоприемника, при което се получава зададената за радиоприемника изходна мощност. Високата чувствителност се предопределя от схемното решение (брой усилвателни стъпала), от използваните електронни елементи (характеристики за шум, коеф. на усилване) и от възможностите на филтрите във входящия и междиночестотния тракт. За съвременните транзисторни радиоприемници този показател варира в границите от 15 – 300 μV/m за външни антени и от 0,7 до 2 mV/m за вградена феритна антена.
- Избирателност на радиоприемника е способността му да отделя сигналите, на които са настроени входните трептящи кръгове. Колкото е по-стръмна резонансната характеристика на радиоприемника, толкова по-слабо ще се чуват съседните станции (отличаващи се с честота 10 kHz) и толкова е по-висока избирателността по „съседен канал“. За приемници I клас, избирателността по съседен канал трябва да е по-висока от 46 dB, което значи, че 200 пъти трябва да се потискат сигналите по съседен канал или по „огледален“ канал при суперхетеродинните приемници.
- Обхват на приеманите честоти – това е възможността на радиоприемника да работи в повече честотни диапазони. Обикновено битовите радиоприемници се произвеждат като дълговълнови; средновълнови; късовълнови; дълго- и средновълнови; средно- и късовълнови; с всички вълнови обхвати вкл. ултракъсовълнови; ултракъсовълнови.
- Качество на възпроизвеждането е способността на радиоприемника да възпроизвежда модулираните звукови сигнали с най-малко изкривявания.
- Надеждност това е свойството електронният уред да запази параметрите си при неблагоприятни въздействия (температура, удари, прах, влага), предварително зададени като условия при експлоатация.
- Икономичност и ремонтопригодност са показатели, свързани с преките експлоатационни разходи. По-ниския разход на енергия, по-високата надеждност и ремонтопригодност правят радиоприемника по-дълговечен икономически по-изгоден за ползване.
- Външен вид. Добрите конструктивно естетически качества се достигат с формата, използваната цветова гама, декоративни елементи и дизайна на органите за управление и контрол.